# Corsarul (film din 1940)

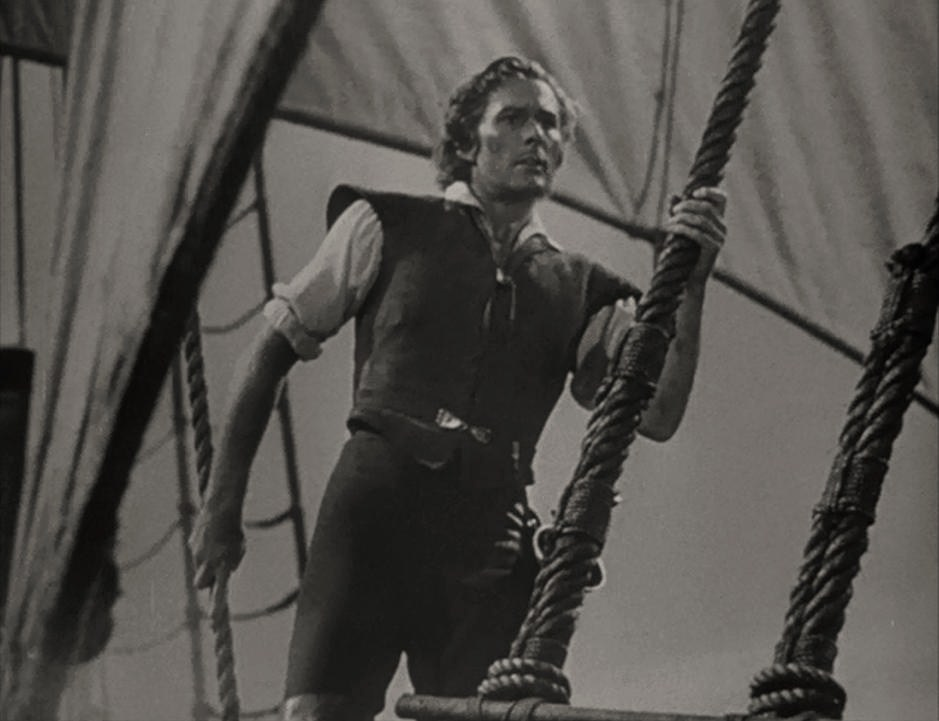
Scenă din film cu Errol Flynn

Corsarul (titlul original: în engleză The Sea Hawk) este un film istoric american, realizat în 1940 de regizorul Michael Curtiz în rolul principal avândul pe Errol Flynn. 

## Distribuție
- Errol Flynn – Geoffrey Thorpe
- Brenda Marshall – Doña Maria Alvarez
- Claude Rains – Don José Alvarez
- Flora Robson – Königin Elizabeth I.
- Henry Daniell – Lord Wolfingham
- Donald Crisp – Sir John Burleson
- Alan Hale Sr. – Carl Pitt
- Una O’Connor – Miss Martha Latham
- Gilbert Roland – căpitanul Lopez
- Francis McDonald – spionul lui Wolfingham
- Montagu Love – Regele Philipp al II-lea
- Alec Craig – Kartenmacher
- Halliwell Hobbes – astronom
- Jack La Rue – locotenentul Ortega
- James Stephenson – piratul Abbott
- Clifford Brooke – piratul Tuttle
- J. M. Kerrigan – piratul Matson
- David Bruce – piratul Burke
- William Lundigan – piratul Logan
- Julien Mitchell – piratul Scott
- Clyde Cook – piratul Boggs
- Ellis Irving – piratul Preston
- Edgar Buchanan – Ben Rollins (nemenționat)

## Premii și nominalizări

### Nominalizări Oscar
- Nominalizare la cele mai bune decoruri (a/n)  (Anton Grot)
- Nominalizare la cea mai bună coloană sonoră pentru (Erich Wolfgang Korngold)
- Nominalizare la cele mai bune efecte vizuale (Byron Haskin, Nathan Levinson)
- Nominalizare la cel mai bun mixaj sonor  (Nathan Levinson)